# Hot Wheels: AcceleRacers - The Speed of Silence
Hot Wheels: AcceleRacers - The Speed of Silence (no Brasil, Hot Wheels: AcceleRacers - A Velocidade do Silêncio) é um filme de animação americano produzido pela empresa canadense Mainframe Entertainment e distribuído pela Warner Bros. Television, sendo o segundo da série Hot Wheels: AcceleRacers, composta por quatro longas. Lançado na televisão, The Speed of Silence foi exibido originalmente pelo Cartoon Network no dia 19 de março de 2005. Sua trama continua diretamente os acontecimentos de Hot Wheels: AcceleRacers - Ignition e os quatro pequenos episódios seguintes, os quais foram disponibilizados no website oficial do Cartoon Network após a exibição do primeiro filme.
Em 23 de agosto de 2005, The Speed of Silence foi lançado em DVD pela Warner Home Video, que também disponibilizou uma versão em VHS do longa.

## Enredo
Depois de terem disputado quatro Reinos de Corrida e conquistado dois AcceleChargers, os pilotos da Teku e Metal Maniacs adentram ao Reino da Água, que acaba sendo vencido pelos androides Racing Drones. Posteriormente, Vert, após suscetivas falhas, resolve voltar para sua casa e desistir da jornada. Subsequentemente, um novo reino é aberto e os pilotos entram no perigoso Reino da Metrópole, onde é revelado o Sweeper, um grande caminhão varredor de carros e nova arma dos Racing Drones. Este reino acaba deixando um grande mistério depois de nenhuma das equipes ter ganhado o AcceleCharger. Ao final, uma nova equipe é revelada: os Silencerz.